# Francisque Michel

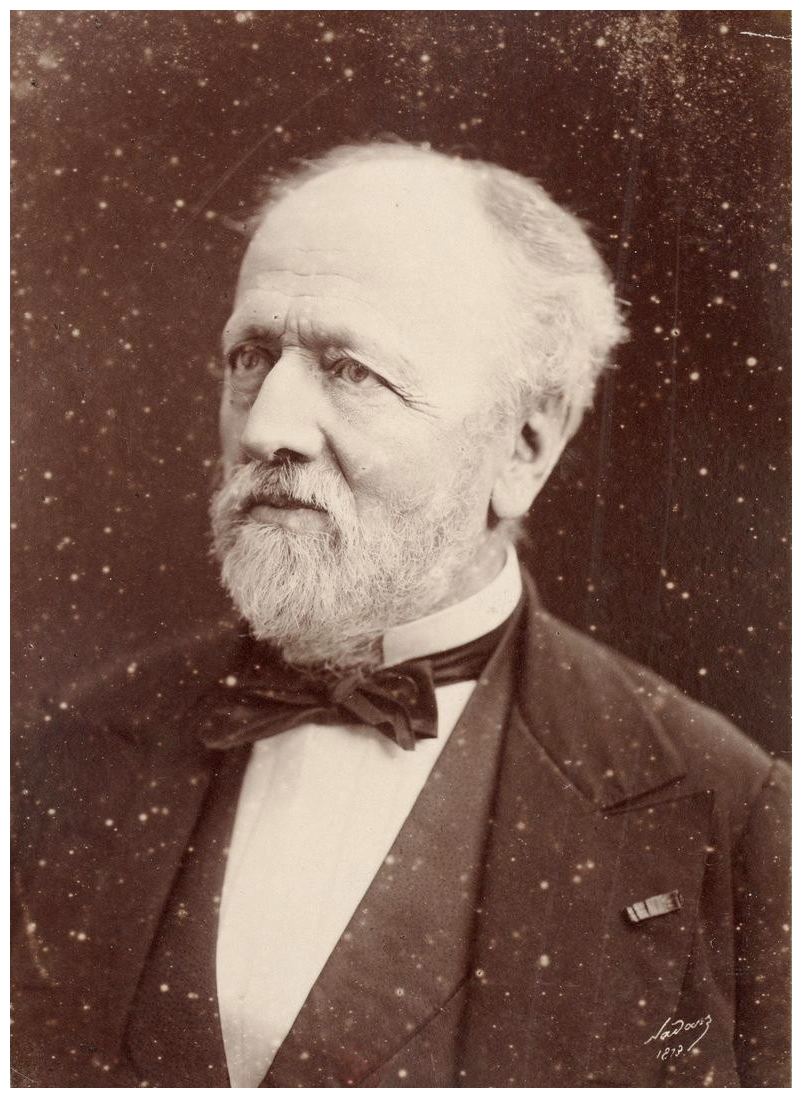

Francisque Michel (* 19. Februar 1809 in Lyon; † 18. Mai 1887 in Paris) war ein französischer Historiker, Romanist, Mediävist, Argotforscher und Bibliophiler.

## Leben und Werk
Michel machte 1830 Abitur in Paris und begann ein Studium an der Ecole des Chartes, doch war er nicht für eine reguläre Laufbahn geschaffen. Er war – im Kontakt mit Charles Nodier (Bibliothekar der Arsenal-Bibliothek), François-Juste-Marie Raynouard, Jean-Baptiste-Bonaventure de Roquefort, Louis Monmerqué und Pierre-Claude Daunou – ein leidenschaftlicher und einzigartiger Wühler in den Archiven und Manuskriptabteilungen der Bibliotheken, aus denen er in romantischer Begeisterung die verstaubten mittelalterlichen Schätze zu Hunderten an Tageslicht brachte und publizierte.
Als er begriff, dass viele dieser Kostbarkeiten in England lagerten, ließ er sich 1833 vom Minister François Guizot in offizieller Mission nach London ans Britische Museum schicken, ferner nach Cambridge und Oxford und entdeckte dort 1835 das Rolandslied, den Urtext der französischen Literatur, den er 1837 auch erstmals publizierte (La chanson de Roland ou de Roncevaux, du XIIe siècle, publiée pour la première fois d'après le manuscrit de la Bibliothèque Bodléienne à Oxford, Paris 1837, Paris 1869, Genf 1974, Paris 1975). Im gleichen Jahr wurde er vom Bildungsminister Narcisse-Achille de Salvandy zum Mitglied des Comité de l’histoire positive et des chroniques, chartes et inscriptions gemacht, dem unter dem Vorsitz von Silvestre de Sacy noch Joseph Naudet, Benjamin Guérard (1797–1854), Jacques-Joseph Champollion und Jules Desnoyers angehörten. 1838 schlug man ihn zum Ritter der Ehrenlegion und gab ihm, der nur sein Abiturzeugnis vorzuweisen hatte, 1839 einen (neu geschaffenen) Lehrstuhl für ausländische Literatur in Bordeaux, was allerdings einer Art Exil gleichkam. 1846 habilitierte er sich in Paris mit den beiden Thèses Quae vices quaeque mutationes et Virgilium ipsum et ejus carmina per mediam aetatem exceperint explanare tentavit Franciscus Michel (Paris 1846) und Histoire des races maudites de la France et de l'Espagne (2 Bände. Paris 1847, Monein 2008).
Ab 1850 tat sich Michel vor allem durch originelle handelsgeschichtliche Forschungen, durch Bücher über das Baskenland und Schottland sowie durch Forschungen zum Argot und durch ein französisches Argotwörterbuch hervor. Daneben publizierte er Übersetzungen von Shakespeare, Goldsmith, Sterne und Tennyson.
Michel war korrespondierendes Mitglied der Académie des inscriptions et belles-lettres sowie der Akademien in Wien und Turin. Auf dem Titelblatt seiner Etudes de philologie comparée sur l’argot nennt er sich Doktor der Universität Marburg (der dortige Romanist war Adolf Ebert).
Wenn ihm folglich die Anerkennung nicht versagt wurde, so blieb doch von Seiten der offiziellen französischen Romanistik eine unübersehbare Reserve, die zum Beispiel in einer Rezension seiner Ausgabe des Rosenromans durch Paul Meyer (s. unten Literatur) zum Ausdruck kommt. Meyer vermisst jegliche historisch-kritische Methode, Kollation der Textvarianten usw. und muss stattdessen feststellen, dass Michel einfach eine seit 1814 existierende Ausgabe um ein paar belanglose und einige falsche Informationen erweitert hat und auch die Verszählung überwiegend falsch ist. Sein Schlussurteil lautet (S. 179):
« Quand on a, comme M. Fr. Michel, l’honneur d’avoir été l’un des premiers et des plus actifs parmi ceux qui ont travaillé à mettre en lumière notre ancienne littérature, on devrait s’abstenir de rien produire plutôt que de compromettre son nom par des publications à tout le moins bien peu dignes d’estime »

## Weitere Werke
- Examen critique de la dissertation de M. Henri Monin sur le Roman de Ronceveaux, Paris 1832
- Bibliothèque anglo-saxonne, Paris 1838
- Rapports à M. le ministre de l'Instruction publique sur les anciens monuments de l'histoire et de la littérature de la France qui se trouvent dans les bibliothèques de l'Angleterre et de l'Écosse, Paris 1839
- Histoire des ducs de Normandie et des rois d'Angleterre, Paris 1840
- Le roman du Saint [de Robert de Borron], publié pour la première fois d'après un ms. de la Bibliothèque royale, Bordeaux 1841
- (zusammen mit Edouard Fournier) La grande bohême, histoire des royaumes d'Argot et de Thunes, du duché d'Égypte, suivie d'un dictionnaire complet des diverses langues fourbesques et argotiques de l'Europe à toutes les époques, 2 Bde., Paris 1850
- (zusammen mit Édouard Fournier) Histoire des hôtelleries, cabarets, hôtels garnis, restaurants et cafés, et des anciennes communautés et confreries d'hôteliers, de marchands de vins, de restaurateurs, de limonadiers, etc., Paris 1851-1854
- Recherches sur le commerce, la fabrication et l'usage des étoffes de soie, d'or et d'argent et autres tissus précieux en Occident, principalement en France, pendant le moyen âge, Paris 1852-1854, Amsterdam 2001
- Études de philologie comparée sur l'argot et sur les idiomes analogues parlés en Europe et en Asie, Paris 1856 (enthält u. a. ein vierhundertseitiges Argotwörterbuch des Französischen)
- Le Pays basque, sa population, sa langue, ses moeurs, sa littérature et sa musique, Paris 1857, Donostia 1998
- Les Écossais en France et les Français en Écosse, London 1862
- Le Roman de la Rose, neu herausgegeben, Paris 1864
- Histoire du commerce et de la navigation à Bordeaux, 1867-1871, Pau 2005
- A critical inquiry into the Scottish language with the view of illustrating the rise and progress of civilisation in Scotland, Edinburgh/London 1882